# Jang Ja-yeon
Jang Ja-yeon (tiếng Hàn: 장자연; Hán Việt: Trương Trà Nghiên; 25 tháng 1 năm 1980 – 7 tháng 3 năm 2009) là một nữ diễn viên người Hàn Quốc, nổi danh với vai diễn trong bộ phim truyền truyền hình ăn khách Boys over flowers (Vườn sao băng), cô từng tốt nghiệp đại học Chosun (Hàn Quốc) và bắt đầu khởi nghiệp bằng việc thực hiện quảng cáo cho Lotte Confectionery. Các vai diễn đã tham gia gồm: Ngọt ngào em yêu của đài SBS, năm 2006 và Vườn sao băng của đài KBS, năm 2009.
Vào năm 2009, người ta đã phát hiện cô tự tử tại nhà riêng ở Bundang, tỉnh Gyeonggi. Khi cô chết, các nhà chức trách đã phát hiện một bức thư tuyệt mệnh của cô và công bố một sự thật bê bối phơi bày là cô tự tử vì bị ép buộc quan hệ tình dục quá nhiều lần, vụ việc này đã làm chấn động làng giải trí Hàn Quốc khi cô tự tử lúc còn đang đóng dở bộ phim Vườn sao băng và sau đó thông tin được công bố rằng cô bị lạm dụng tình dục. Cụ thể là Jang Ja Yeon phải 'mua vui' cho tổng cộng 31 người với 100 lần bị buộc phải quan hệ tình dục với những người có "máu mặt" trong làng giải trí Hàn Quốc.

## Vụ việc
Sau khi cô tự tử, cảnh sát Hàn Quốc cũng tiến hành khám xét 9 địa điểm Jang Ja Yeon thường lui tới và thu giữ một di thư khác tại một đài truyền hình. Trong lá thư tuyệt mệnh mà cảnh sát thu được, Jang Ja Yeon tố cáo đã bị đánh đập, buộc phải uống rượu, ép cùng các đạo diễn chương trình, điều hành báo chí các nhân vật cao cấp trong làng giải trí đi chơi golf và phải quan hệ tình dục với họ. 9 địa điểm, nơi nữ diễn viên Jang Ja-yeon từng phải hầu rượu và lên giường cùng với các đại gia đều là các thẩm mỹ viện và quán bar–karaoke hạng sang
Chương trình truyền hình mang tên "7 O'clock News" của đài SBS đã phát một bản báo cáo có tựa đề "Nữ diễn viên Jang Ja Yeon đã phải "giải trí" với 31 người đàn ông với tổng số 100 lần", Trong bức thư buộc tội ông Kim Seung Hoon, ông chủ của công ty quản lý Jang Ja Yeon, nữ diễn viên này cho biết, cô đã phải ngậm ngùi nhắm mắt phục vụ gần 31 người đàn ông và bị cưỡng ép làm gái gọi hơn 100 lần. Chương trình này có trích dẫn một đoạn trong những bức thư: 
Ngoài ra có những đoạn viết trong di thư chứa đầy sự phẫn uất: 

## Nhân vật liên quan
Tổng số 31 nhân vật bị Jang Ja Yun liệt kê trong những bức thư, tổng hợp từ trang web của báo chí Hàn Quốc. Trong đó có 10 nhân vật đáng chú ý bao gồm:
- Bang Sang Hoon – Chủ tịch tờ Chosun Ilbo
- Bang Myung Hoon – Phó chủ tịch tờ Sports Chosun
- Lee Jae Young – Giám đốc quảng cáo của tờ Chosun Ilbo
- Lee Woong Ryul – Giám đốc công ty Kolon
- Shin Kyuk–ho – Giám đốc công ty Lotte
- Go Dae Hwa – Cựu đạo diễn đài truyền hình KBS, giám đốc công ty giải trí Olive 9
- Jun Chang Geun – Nhà sản xuất, đạo diễn của đài KBS
- Jung Seho – Nhà sản xuất, đạo diễn của đài KBS, MBC và SBS.
- Jun Ki Sang – Nhà sản xuất, đạo diễn phim truyền hình Vườn sao băng.
- Song Byung Joon – Đạo diễn âm nhạc của các phim Playful Kiss, Boys Over Flowers, Perfect Couple, Goong, chồng của nữ diễn viên Lee Seung Min.

Những bức thư tuyệt mệnh tố cáo "lũ quỷ" ẩn sau làng giải trí Hàn đã gây sự chú ý của nhiều tên tuổi trong làng giải trí của Hàn Quốc. Một số người nghi ngờ rằng những bức thư này là giả, thậm chí có lúc vụ việc Jang Ja Yeon đang có nguy cơ không tiếp tục điều tra tiếp, thì những tranh cãi của công chúng xung quanh câu chuyện đi tìm chân lý này vẫn còn tiếp tục.

## Tình tiết kết tội
Trong bức thư của cô có chỉ rõ tình tiết:
| “ | Tôi ở cùng giám đốc quản lý Công ty vào cái đêm định mệnh đó. Chúng tôi đến mua sắm tại những cửa hàng sang trọng nhất. Ông chủ đối xử với tôi khá lịch lãm, mua cho tôi quần áo và những phụ kiện đắt tiền. Sau đó tôi được đi trên một chiếc xe sang trọng | ” |

Nữ diễn viên cứ nghĩ ông chủ sẽ đưa mình về nhà vì chiếc xe ô tô chạy theo hướng nhà cô. Tuy nhiên, cô lại bị đưa vào khách sạn và cưỡng hiếp ở đó. Sau 2 giờ đồng hồ mà ông ta đã quan hệ cưỡng bức nữ diễn viên tới 4 lần, và sau đó một lúc người đàn ông này lại gọi điện đưa thêm những người bạn của mình đến khách sạn, tại đây họ đã thay phiên nhau "quan hệ" với nữ diễn viên, nhưng sự việc không chỉ dừng lại tại đó, toàn bộ quá trình này đã bị ghi lại bằng chiếc máy quay trên điện thoại di động của một giám đốc truyền thông. Sau đó người này đã dọa sẽ tung đoạn băng cho mọi người xem nếu như nữ diễn viên không tiếp tục phục vụ ông ta và những người bạn đầy uy quyền nhưng cũng rất bệnh hoạn. Sau đó, Kim Sung Hun, giám đốc công ty giải trí từng quản lý Jang Ja Yeon, phải chịu án 1 năm tù giam vì bị buộc tội có hành vi bạo lực đối với cô và có hành động biển thủ trong quá trình làm việc.